# Cotorinau
Cotorinau falu Romániában, Maros megyében.

## Története
Mezőrücs község része. A trianoni békeszerződésig Maros-Torda vármegye Marosi felső járásához tartozott.

## Népessége
2002-ben 19 lakosa volt, ebből 19 román nemzetiségű.

## Vallások
A falu lakói közül 12-en ortodox, 4-en görögkatolikus és 3-an pünkösdi hitűek.